# ريتشارد فارغاس
ريتشارد فارغاس (بالإسبانية: Richard Vargas) هو منافس ألعاب قوى فنزويلي، ولد في 28 ديسمبر 1994.

## وصلات خارجية
- ريتشارد فارغاس على موقع الاتحاد الدولي لألعاب القوى (الإنجليزية)
- ريتشارد فارغاس على موقع أوليمبيديا (الإنجليزية)